# Dabrony, Veszprém
Dabrony  este un sat în districtul Devecser, județul Veszprém, Ungaria, având o populație de 396 de locuitori (2011). 

## Demografie
Componența etnică a satului Dabrony
     Maghiari (92,2%)
     Romi (6,94%)
     Germani (0,87%)
Componența confesională a satului Dabrony
     Romano-catolici (41,41%)
     Luterani (25,51%)
     Fără religie (6,57%)
     Reformați (3,79%)
     Necunoscută (22,73%)
Conform recensământului din 2011, satul Dabrony avea 396 de locuitori. Din punct de vedere etnic, majoritatea locuitorilor (92,2%) erau maghiari, cu o minoritate de romi (6,94%). Nu există o religie majoritară, locuitorii fiind romano-catolici (41,41%), luterani (25,51%), persoane fără religie (6,57%) și reformați (3,79%). Pentru 22,73% din locuitori nu este cunoscută apartenența confesională.